# 连云港市赣榆区人民医院
连云港市赣榆区人民医院，是中华人民共和国江苏省的一所医院，为三级乙等医院，位于连云港市赣榆区青口镇黄海路39号。

## 规模
连云港市赣榆区人民医院总床位340张，日门诊量449人次。